# Appiusz Klaudiusz

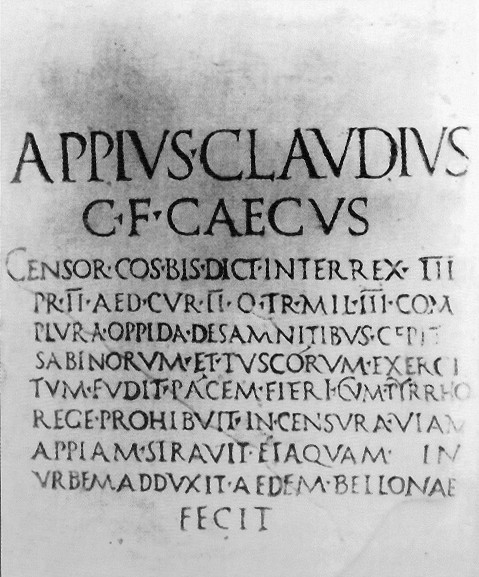
Pamiątkowy napis C. F. Caecus: Appius Claudius Caecus, syn Gaiusa

Appiusz Klaudiusz Ślepy (łac. Appius Claudius Caecus) – rzymski polityk żyjący między IV a III wiekiem p.n.e. Najstarszy znany z imienia autor prozy łacińskiej. W 312 p.n.e. piastował stanowisko cenzora, mimo iż nie był wcześniej konsulem. Wybudował w Rzymie jeden z pierwszych akweduktów (ok. 312 p.n.e.), zwany od jego imienia Aqua Appia i najstarszą bitą drogę rzymską Via Appia.
Appiusz, będąc cenzorem, zmienił także łacińską pisownię, wprowadzając literę G powstałą z przekształcenia C, a literze C nadał wartość k. Dawniej bowiem litera C, pochodząca od greckiej Γ, oznaczała g, zaś litera K miała wartość k.
Dwukrotnie piastował urząd konsula: w 307 p.n.e. oraz w 296 p.n.e. W 295 p.n.e. został pretorem co prawdopodobnie było częściowym przedłużeniem (prorogatio) konsulatu z roku poprzedniego. Następnie dłużej niż zwyczajnie sprawował urząd dyktatora w latach 292-285 p.n.e.
Miał osobliwą cechę zjednywania sobie ludu – nawet plebejuszy, a wszystko to dzięki swemu niewolnikowi, którego zadaniem było znać wszystkich obywateli po imieniu. Appius idąc ulicami Rzymu znał wszystkich (jak się wydawało) obywateli – nawet nędzarzy – po imieniu. Nikt nie spostrzegał jednak, że imiona te podpowiadał mu niewolnik.
Brał czynny udział w wojnach, które prowadził Rzym przeciw Etruskom, Sabinom i Samnitom. Pod koniec życia stracił wzrok, stąd przydomek Caecus „Ślepy”. W 280 p.n.e. wygłosił w senacie mowę przeciw Pyrrusowi, którą spisał Enniusz, ojciec literatury rzymskiej. Appian relacjonuje, że gdy Rzymianie długo się wahali, Appiusz przyprowadzony przez synów do senatu stwierdził:

Żałowałem dotąd, że nie widzę, ale teraz muszę żałować, że słyszę. Bo takich obrad waszych wolałbym nie tylko nie widzieć, ale i nie słyszeć. To wy skutkiem jednego niepowodzenia tak dalece się zapomnieliście, że naradzacie się nad tym, by i tego, który wam klęskę tę zadał, i tych, co go sprowadzili, uznać za przyjaciół zamiast za wrogów.

W wyniku tej mowy senat odrzucił warunki pokojowe zaproponowane przez Pyrrusa, nakazał wycofanie jego wojsk z Italii oraz zaproponował, aby dopiero wtedy Pyrrus przysłał posłów do negocjacji. Pyrrus wyruszył na Rzym, pustosząc okolice.
Appiuszowi Klaudiuszowi przypisywana jest sentencja: Każdy jest kowalem własnego losu (łac. Faber est suae quisque fortunae).